# Kanton Périgord central
Périgord central is een kanton van het Franse departement Dordogne. Het kanton maakt deel uit van dearrondissementen  Périgueux en  Bergerac. 

Het telt 14.736 inwoners in 2018.

Het kanton werd gevormd ingevolge het decreet van 24  februari 2014 met uitwerking op 22 maart 2015 met Vergt als hoofdplaats.

## Gemeenten
Het kanton Périgord central omvatte bij zijn oprichting 38 gemeenten.
Op 1 januari 2016 werden de gemeenten Sainte-Alvère en Saint-Laurent-des-Bâtons samengevoegd tot de fusiegemeente (commune nouvelle) Sainte-Alvère-Saint-Laurent Les Bâtons.

 Op 1 januari 2017 werden de gemeenten Sainte-Alvère-Saint-Laurent Les Bâtons en Cendrieux samengevoegd tot de fusiegemeente (commune nouvelle) : Val de Louyre et Caudeau.

 Op 1 januari 2017 werd de gemeente Breuilh samengevoegd met de fusiegemeente (commune nouvelle)  Sanilhac uit het kanton Isle-Manoire. Deze deelgemeente (commune déléguée) blijft evenwel bij het kanton Périgord central horen.

 Op 1 januari 2019 werden de gemeenten Laveyssière, Maurens, Saint-Jean-d'Eyraud en Saint-Julien-de-Crempse  samengevoegd tot de fusiegemeente (commune nouvelle) Eyraud-Crempse-Maurens
Sindsdien omvat het kanton volgende gemeenten :
- Beauregard-et-Bassac
- Beleymas
- Bourrou
- Campsegret
- Chalagnac
- Clermont-de-Beauregard
- Creyssensac-et-Pissot
- Douville
- Église-Neuve-de-Vergt
- Église-Neuve-d'Issac
- Eyraud-Crempse-Maurens
- Fouleix
- Grun-Bordas
- Issac
- Lacropte
- Limeuil
- Montagnac-la-Crempse
- Paunat
- Saint-Amand-de-Vergt
- Saint-Georges-de-Montclard
- Saint-Hilaire-d'Estissac
- Saint-Jean-d'Estissac
- Saint-Martin-des-Combes
- Saint-Maime-de-Péreyrol
- Saint-Michel-de-Villadeix
- Saint-Paul-de-Serre
- Salon
- Sanilhac ( deel : Breuilh )
- Trémolat
- Val de Louyre et Caudeau
- Vergt
- Veyrines-de-Vergt
- Villamblard